# Демократическое возрождение
Демократическое возрождение или Ливанская Демократическая Партия (араб. الحزب الديمقراطي اللبناني‎ Hizb al-democraty al-lubnany) — политическая партия Ливана, основанная принцем Талалом Арсланом в 2001 году. Принц Талал является сыном бывшего ливанского лидера друзов эмира Маджида Арслана и возглавляет партию с момента её основания.
Партия официально является светской и имеет в себе членов разных религий Ливана, но большая часть её поддержки исходит от друзов, которые поддерживают семью Арслан. Она является частью коалиции 8 марта.
Партия была представлена в парламент Ливана в 2000 и 2009 годах.